# Robert Sokal
Robert Reuven Sokal (ur. 13 stycznia 1926 w Wiedniu, zm. 9 kwietnia 2012 w Stony Brook) – amerykański statystyk i entomolog. Współtwórca taksonomii numerycznej. W pracy naukowej stosował metody statystyczne do analizy zjawisk biologicznych.